# Шелби (окръг, Тексас)
Окръг Шелби (на английски: Shelby County) е окръг в щата Тексас, Съединени американски щати. Площта му е 2163 km², а населението - 25 224 души (2000). Административен център е град Сентър.